# Gymnopatagus valdiviae
Gymnopatagus valdiviae is een zee-egel uit de familie Maretiidae.
De wetenschappelijke naam van de soort werd in 1901 gepubliceerd door Ludwig Döderlein.